# Eisenia (algue)
Cet article concerne l'algue brune. Pour le ver de terre, voir Eisenia (animal).
Genre
Eisenia est un genre d'algues brunes de la famille des Lessoniaceae selon AlgaeBase (31 oct. 2012) et World Register of Marine Species (31 oct. 2012) ou bien dans la famille des Alariaceae selon Catalogue of Life (31 oct. 2012) et ITIS (31 oct. 2012). 

## Liste d'espèces
Selon AlgaeBase (31 oct. 2012) et World Register of Marine Species (31 oct. 2012) :
- Eisenia arborea Areschoug, 1876 (espèce type)
- Eisenia bicyclis (Kjellman) Setchell, 1905
- Eisenia cokeri M.A.Howe, 1914
- Eisenia desmarestioides Setchell & N.L.Gardner, 1930
- Eisenia galapagensis W.R.Taylor, 1945
- Eisenia gracilis E.Y.Dawson, Acleto & Foldvik, 1964
- Eisenia masonii Setchell & N.L.Gardner, 1930

Selon Catalogue of Life (31 oct. 2012) :
- Eisenia arborea
- Eisenia bicyclis
- Eisenia desmarestioides
- Eisenia galapagensis
- Eisenia masonii

Selon ITIS (31 oct. 2012) :
- Eisenia arborea Areschoug, 1876